# تان، او-رن
تان، او-رن (به فرانسوی: Thann) یک کمون در فرانسه است که در Canton of Thann واقع شده‌است.

## خصوصیات
تان ۱۲٫۵۱ کیلومترمربع مساحت و ۷٬۹۸۱ نفر جمعیت دارد و ۳۴۳ متر بالاتر از سطح دریا واقع شده‌است.

## خواهرخوانده
شهرهای گوبیو، Tonneins، Bafia، ژوهانسبورگ و زیگمارینگن خواهرخوانده‌های تان، او-رن هستند.